# 密克羅尼西亞聯邦—帕勞關係
密克罗尼西亚联邦和帕劳的关系非常好，因为它们都同美国签订了自由联合协定。1986年，由于语言和其他文化差异，帕劳决定不加入密克罗尼西亚。帕劳于1994年独立。密克罗尼西亚公民可以在没有签证的情况下在帕劳停留一年，而帕劳公民可以在没有签证的情况下无限期地在密克罗尼西亚停留。这两个国家以及美国和另一个与美国自由联合的国家马绍尔群岛相互支持。如同美国和马绍尔群岛，这两个国家也经常支持以色列。